# Hypenopsis musalis
Hypenopsis musalis är en fjärilsart som beskrevs av William Schaus 1916. Hypenopsis musalis ingår i släktet Hypenopsis och familjen nattflyn. Inga underarter finns listade i Catalogue of Life.